# 艾伍士冰隆
艾伍士冰隆（英語：Ives Ice Rise）是南極洲的冰隆，位於亞歷山大一世島西南部的韋伯灣，處於貝內特穹和柏遼茲角之間的貝多芬半島，長1.6公里，以美國作曲家查理斯·艾伍士命名，現時由南極條約體系管理。